# Bernard Kolélas
 (août 2020).
Si vous disposez d'ouvrages ou d'articles de référence ou si vous connaissez des sites web de qualité traitant du thème abordé ici, merci de compléter l'article en donnant les références utiles à sa vérifiabilité et en les liant à la section « Notes et références ».
 (août 2020).
Bernard Kolélas Bakana, né le 12 juin 1933 à Mboloki en Afrique-Équatoriale française et mort le 13 novembre 2009 à Courbevoie, est un homme d'État congolais. Il a été notamment brièvement Premier ministre de la république du Congo en 1997, et maire de la capitale congolaise, Brazzaville.

## Biographie

### Famille et formation
Bernard Kolélas Bakana naît le 12 juin 1933 à Mboloki dans l'actuel district de Kinkala dans la région du Pool, de Nkouka Makoutou, et Céline Loumpangou. Son épouse est Jacqueline Mounzenze, décédée en 2005. Il est père de plusieurs enfants dont Guy Brice Parfait Kolélas.
Il fait ses études primaires à l'école de Kiele Tenard et celle de l'Armée du salut de Poto Poto. Il y a pour camarade de classe Ambroise Noumazalaye. Après son admission au certificat d'études primaires élémentaires, il s'engage dans les services de la météorologie. Cependant son engagement politique précoce est si fort que le cours normal de ses études et sa vie semi-professionnelle sont perturbés. En 1949, il abandonne emploi et salaire pour se mettre au service du mouvement pour l'indépendance du Congo. Il est affecte à Massembo Loubaki pour y créer une sous-section du mouvement.
Mais les réalités de la vie sociale reprennent le dessus et il s'engage dans les services de la santé et devient infirmier. Il exerce jusqu'en 1960 à Mantaba, petite localité de la région du Pool, et à Pointe-Noire. Autodidacte, il poursuit ses études par correspondance à l'école française de télé-enseignement et obtient son BEPC. Il rejoint Brazzaville et est affecté à l'hôpital général de la capitale. Il est cofondateur et premier secrétaire général du syndicat des agents des services de santé. Dans la foulée, il exerce les fonctions du conseiller technique au ministère de la sante. La soif d'apprendre ne le quittant pas, ainsi il décroche à Brazzaville la première partie du bac série M', puis la deuxième partie série sciences expérimentales. Il entre à la FESAC (Fondation d'enseignement supérieur en Afrique centrale) qui deviendra quelque temps après l'université de Brazzaville, il est dans la section médicale qui prépare les inspecteurs de santé. Il s'inscrit aussi en droit et économie. Ses études sont sanctionnées par une licence en droit public (ancien régime, équivalant à la maîtrise actuelle) à l'université de Bordeaux (France). Il est aussi titulaire de certificats en psychologie et sociologie.
Passionné de culture, il est auteur de quatre ouvrages : L'Afrique d'aujourd'hui et la foi chrétienne, La Philosophie matswaniste et le pouvoir politique publié aux Éditions La Pensée universelle, Le Déchirement roman publié aux nouvelles éditions ivoiriennes, Les Épreuves initiatiques chez les Bantu essai publié aux éditions Menaibuc.

### La diplomatie (1960-1963)
Proche de Fulbert Youlou, il adhère en 1958 à l'Union pour la défense des intérêts des Africains (UDDIA) et milite activement dans la jeunesse de ce parti.
En 1960, encouragé par l'un de ses professeurs, il participe à un concours organisé pour la carrière diplomatique par la Coopération française. Il est  avec Charles David Ganao et Matthieu Wattoula, l'un des 3 congolais sélectionnés pour une formation de deux ans du ministère français des Affaires étrangères. Il effectue une année d'enseignement théorique au Quai d'Orsay et une année de pratique à l'ambassade de France à Bonn et au Consulat général de France a Hambourg. À son retour, il est nommé secrétaire général des Affaires étrangères, il a 28 ans.

### Les menées subversives (1963-1969)
Après la chute de son mentor Youlou, en août 1963, il adopte une attitude distante vis-à-vis du régime de Massamba-Débat, dont il ne partage pas l'idéologie socialiste. Le 16 août 1963, à l'instar de Lazare Matsocota pour le portefeuille de la Justice, il refuse le poste de ministre des Affaires étrangères dans le premier gouvernement Massamba Debat.
En février 1964, il est nommé ministre plénipotentiaire du gouvernement de la république du Congo à la réunion de l'OUA à Dar-es-Salam.
En août 1964, il est impliqué dans l'affaire du trafic d'armes et sa tête est mise à prix. Il se réfugie au Congo-Kinshassa. En 1965, alerté par des partisans et des amis étrangers, que la vie du président Fulbert Youlou est en danger, il organise et réussit l'évasion de celui-ci. C'est un coup de maître. Il en est félicité par le président Kasa-Vubu et le premier ministre Moïse Tshombe qui avaient hésité à tenter l'opération.
En août 1968, à la faveur de l'amnistie générale décrétée par Marien Ngouabi après sa prise de pouvoir, il rentre à Brazzaville. Il est arrêté à sa descente d'avion et transféré à la maison d'arrêt de Brazzaville. Le tribunal le condamne à un mois de sursis pour usage de faux passeport. Il cassera le jugement et gagnera le procès. Il est réintégré dans la fonction publique et rejoint le ministère des Affaires étrangères.
En octobre 1969, il est arrêté à titre de témoin dans l'affaire du triple assassinat de Matsokota, Pouabou et Massoueme de février 1965.
Le 7 novembre 1969, alors qu'il se trouvait à la prison centrale de Brazzaville, il est accusé d'être le principal organisateur d'un complot visant à renverser le régime dirigé par le président Marien Nguabi. Il est exposé au stade Éboué avec ses compagnons d'infortune pris d'assaut par une foule compacte. Le président Marien Ngouabi refusera d'appliquer la sentence suprême prononcée par une cour martiale, il la fera commuer en prison à vie usant de son droit de grâce.
Le 31 mars 1970, il est transféré à la prison de Ouesso. En 1974, il est libéré à la suite d'une amnistie et mis en résidence surveillée à Etoumbi. En 1975, la mesure d'assignation à résidence est levée, il rejoint Brazzaville.

### Les années d'épreuves (1969-1990)
Radié des effectifs de la fonction publique, il survit en exerçant de modestes activités commerciales.
Le 18 mars 1977, il fait partie des nombreuses personnalités appréhendées après l'assassinat de Marien Ngouabi. Il est relâché peu de temps après.
Le 14 août 1978, accusé de préparer un coup d'État contre le Comité militaire du parti que dirige Joachim Yhombi-Opango, il est de nouveau arrêté en compagnie de Félix Mouzabakani, Patrice Fina Matsiona, Dieudonné Miakassissa, Alphonse Nzingoula, André Loufoua, Abel Matangou, etc. Leur procès n'aura jamais lieu. Le 8 août 1979, Denis Sassou-Nguesso, qui a renversé Yhombi-Opango quelques mois plus tôt, élargit tous les prisonniers politiques et Kolelas retrouve la liberté.
Le 11 mai 1982, il est arrêté dans son village de Ntsouele où il avait décidé de couler le reste de sa vie, à la suite du décès de son frère ainé. Il est donc appréhendé à la suite de l'incident de Maya Maya occasionné par une bombe et qui avait fait de nombreuses victimes. En 1987, il est libéré sans jugement.

### La naissance du MCDDI (1990-1992)
En 1989, il crée clandestinement le Mouvement congolais pour la démocratie et le développement intégral (MCDDI). Plusieurs personnalités l'accompagnent dans son action : Sony Labou Tansi, Antoine Letembet-Ambili, Jean-Blaise Kololo, Abel Matangou, le Dr Alphonse Nganga Mungwa, Jerôme Dzalamou etc. Le parti est enregistré en 1990, après la légalisation du multipartisme. Le MCDDI est un des acteurs majeurs de la Conférence nationale souveraine de 1991 et l'appui de Kolélas est décisif dans l'élection d'André Milongo au poste de Premier ministre du gouvernement de transition.
Avec l'avènement de la démocratie pluraliste, Kolélas récolte les dividendes de son opposition constante au monopartisme depuis les années soixante. Le MCDDI s'impose rapidement comme un des grands partis. Cependant, son audience se limite aux ressortissants de la région du Pool, dont Kolélas est originaire. Le parti de Kolélas est perçu par les populations comme l'émanation politique de cette région. Le poids démographique de son groupe ethnique permet à Kolélas d'être l'un des hommes politiques les plus importants de la nouvelle donne.
Les élections de 1992 voit le MCDDI obtenir une majorité relative à Brazzaville aux élections locales, et la quasi-totalité des sièges de députés dans la région du Pool.
Au premier tour de l'élection présidentielle Kolélas est deuxième, derrière Pascal Lissouba. Au second tour, il est nettement battu, n'obtenant que 38 % des voix contre plus de 61 % de voix pour Lissouba. Il devient la principale figure de l'opposition.

### L'opposition à Lissouba (1992-1997)
Après la formation du gouvernement Bongho-Nouarra, l'URD, alliance de partis d'opposition qu'il préside, forme une coalition avec le PCT, dont l'accord de gouvernement avec l'UPADS de Lissouba a avorté.
La coalition URD-PCT, devenue majoritaire à l'Assemblée nationale, censure le gouvernement Bongho-Nouarra le 31 octobre 1992. Le président Lissouba se refuse à nommer un nouveau Premier ministre dans la nouvelle majorité et dissout l'Assemblée, le 17 novembre 1992. Il s'ensuit une contestation populaire menée  par l'URD-PCT, qui est réprimée au prix de 3 morts.
Sous l'égide des FAC, un accord est trouvé entre les différentes forces politiques, le 3 décembre 1992. Un gouvernement d'union nationale est formé par Claude-Antoine Da-Costa, et un comité indépendant dirigé par Martin Bemba de l'URD-PCT, la CONOSELA, est chargé d'organiser des élections législatives anticipées.
Le premier tour des élections anticipées, en mai 1993, place le camp présidentiel en ballotage favorable. La coalition URD-PCT dénonce des fraudes et refusent de participer au deuxième tour, exigeant la reprise du premier tour. Il appelle à la désobéissance civile. Un climat de guerre civile, à fort caractère ethnique, s'installe dans le pays, mettant aux prises les Ninjas, milice privée de Kolélas, et les forces gouvernementales (armée et milices). De juin 1993 à janvier 1994, chaque camp exerce pillages, destructions et tueries dans les zones qu'il contrôle, contre les sympathisants supposés de l'autre partie. Les ninjas sévissent dans la région du Pool et les quartiers de Bacongo et Makelekele; tandis que les aubevillois (milice de l'UPADS) commettent leurs exactions dans les régions du Niari, de la Lekoumou et de la Bouenza et dans les quartiers de Mfilou et Diata, à Brazzaville.
En définitive, à la suite d'accords politiques et d'un arbitrage juridique international, le camp présidentiel sort vainqueur de la bataille électorale.
À partir de 1994, un rapprochement s'opère entre Kolélas et Lissouba. Il est installé en août 1994, dans son fauteuil de maire de Brazzaville, conquis depuis les élections de 1992, et le Premier ministre Yhombi-Opango nomme trois ministres MCDDI dans son gouvernement en janvier 1995 : Philippe Bikinkita, Luc Adamo Mateta et Mélanie Ibouritso.

### La guerre civile (1997)
À l'approche de la fin du mandat présidentiel de Pascal Lissouba, l'alliance Kolélas-Sassou, formellement valide, est en réalité défunte.
Au début de la guerre civile du 5 juin 1997, Kolelas joue les médiateurs entre les deux belligérants, Lissouba et Sassou-Nguesso. Il finit par se positionner aux côtés de Pascal Lissouba, qui le nomme Premier ministre en remplacement de Charles David Ganao, le 13 septembre 1997. Sa milice privée entre dans la guerre aux côtés des forces de Lissouba.
Le 15 octobre 1997, la victoire des forces de Sassou-Nguesso, appuyées par des contingents angolais et tchadiens, le contraint à la fuite.

### L'exil (1997-2005)
Il se rend à Kinshasa dans les premiers temps, puis s'installe en exil en Côte d'Ivoire et ensuite au Mali, après un court séjour en Afrique du Sud, en Grande-Bretagne et aux États-Unis.
En 2000, il est condamné par contumace pour « crime de guerre, viol et détention arbitraire et séquestration dans des geôles privées » durant la guerre civile.

### Le retour au Congo (2005-2009)
En octobre 2005, amnistié par le régime de Sassou-Nguesso, il rentre à Brazzaville pour les obsèques de son épouse, décédée en France le 29 septembre.
il amorce un rapprochement politique avec le régime de Sassou-Nguesso. Les élections législatives de 2007 lui permettent de retrouver une partie de son audience auprès de son électorat. Il est élu député de Goma Tsé-Tsé. Deux de ses fils entrent également l'Assemblée nationale. Quelques personnalités du MCDDI sont nommés au gouvernement.
Cependant son aura auprès de la population a considérablement diminuée. Lors de l'élection présidentielle de juillet 2009, il appelle à voter Sassou N'Guesso. Son ancien électorat ne le suit pas vraiment et l'abstention est très élevée.
Il meurt le 13 novembre 2009 à Courbevoie à l'âge de 76 ans et est inhumé le 22 novembre à Nsouele.